# Dao (espada Naga)
Dao es la espada nacional del pueblo Naga de Assam y Nagaland, India. La espada, con su empuñadura de madera y su forma cuadrada única, se usa tanto para trabajos agrícolas como para luchar.

## Descripción
La dao se puede encontrar en la región noreste de Assam y Nagaland en la India, donde vive el pueblo Naga. Tiene una forma gruesa y pesada, con una longitud que varía entre 45 centímetros a 65 centímetros. El diseño único de esta espada larga es que, en lugar de un punto, la punta de la espada es un bisel, creando una apariencia de forma cuadrada. Esta forma también se encuentra el Adha birmano cuya forma se deriva de la dao. La forma fue adoptada por primera vez por el pueblo Kachin que vive a lo largo de la frontera de Assam - Birmania y al este, en las regiones más montañosas de la alta Birmania. A partir de aquí, la forma evolucionaría hacia el dha más alargado.
La hoja de la dao es casi recta, con una curva muy mínima que únicamente se puede discernir con un examen minucioso. La hoja es pesada y cincelada. Tiene una forma única que es más estrecha en la empuñadura y se amplía gradualmente hasta el punto final.
La empuñadura de madera es muy simple, sin guarda o sin un pomo distinguido. La raíz de bambú se considera el mejor material para la empuñadura. El agarre del mango a veces se envuelve con trabajo de cestería. Algunas veces está decorada con una tapa de bronce en la parte inferior; también puede ser realizada de marfil, y ocasionalmente puede estar muy tallada.
La dao en general se lleva en una vaina de madera de lados abiertos que se sujeta a un aro de cinturón de mimbre. La vaina está vacía de manera central en una cara.

## Multifunción
Esta es casi la única herramienta que usaron los Naga. Se utilizaba para muchos fines, por ejemplo, para construir casas, limpiar el bosque, cavar la tierra, hacer las herramientas de tejido de las mujeres y crear cualquier tipo de objetos de madera. La dao también se usó como arma.